# Eligio Ayala
José Eligio Ayala (Mbuyapey, 4 de dezembro de 1879 — Assunção, 25 de outubro de 1930) foi Presidente do Paraguai de 12 de abril de 1923 e 3 de fevereiro de 1924 e novamente de 15 de agosto de 1924 a 15 de agosto de 1928. Foi membro do Partido Liberal.

## Biografia
A família Ayala possuía uma fazenda com alguns produtos lácteos, uma dupla de cavalos, galinhas, porcos e uma pequena fazenda onde cultivavam alguns vegetais.
Jose Eligio Ayala nasceu em Mbuyapey no departamento de Paraguarí em 4 de dezembro de 1879, filho do espanhol Mariano Sisa e da paraguaia Manuela de Jesus Ayala. Era irmão gêmeo de Emilio de Jesus Ayala e irmão do pai de Eliseo, Juan Pablo, Juan Bautista e Manuel Sisa. Era pai do filho de Rosaura Abelardo Gonzalez e da filha Anastasia Candelaria Duplán.
Seus estudos primários foram realizados em sua cidade natal e continuados em Paraguarí. Em 1897 ingressou no Colégio Nacional de Encarnación, onde seu tio José del Rosario Ayala, diretor dessa instituição, financiou seus estudos porque a família Ayala tinha recursos econômicos limitados. Culminando o terceiro ano, mudou-se para Assunção para ingressar no Colégio Nacional de Assunção, onde concluiu o ensino médio, auxiliado por uma bolsa do governo.
Após a conclusão do bacharelado, obteve o posto de classificador de documentos oficiais no Arquivo Nacional e ingressou na Faculdade de Direito e Ciências Sociais. Lá, ele foi presidente do Conselho de Estudantes desta casa de estudos em 1903. Ele obteve seu doutorado em Direito e Ciências Sociais em 22 de dezembro de 1905. Enquanto era estudante, ele aprendeu matemática e histórias nas escolas secundárias.
Em 1911 partiu para a Europa para continuar seus estudos em filosofia, economia, estética e filosofia direito na Universidade de Heidelberg, Alemanha e em Zurique, na Suíça. Em Berlim, ele escreveu seu livro "Agricultural Evolution in England" e "O Paraguai visto da Europa". No final de março de 1920, após uma visita à Espanha, Portugal e Argentina, retorna ao Paraguai.

## Seu governo
Foi Ministro da Fazenda do Paraguai de 1920 a 1921 e de 1921 a 1923.
 

Em 1923, após a renúncia do presidente provisório Eusebio Ayala, nos anos sem lei da primeira metade dos anos 20, Eligio Ayala, que foi nomeado pelo Congresso, assumiu a presidência provisória da República em abril de 1923 dando início à pacificação do após a revolução de 1921/22 e a limpeza das finanças públicas. A 3 de fevereiro de 1924, a Convenção nomeou-o candidato liberal à presidência da República e para o acompanhar como vice-presidente nomeou Manuel Burgos, que seria a dupla para as eleições desse ano.
Em 17 de março de 1924, Ayala renunciou à presidência provisória observando: "Agradeço a V. Honrosamente a confiança para desempenhar um cargo de tão graves responsabilidades. Declaro perante V. Honrosamente que o fiz para não defraudar, em no meio de muitas e poderosas contrariedades“. Como novo presidente do Congresso, nomeou o doutor Luis A. Riart.
Eligio Ayala foi candidato às eleições presidenciais e, como não teve oposição na eleição, assumiu a Presidência da República do Paraguai, em 15 de agosto de 1924.
Durante o seu segundo governo, o país conheceu o melhor aumento de trabalho, produção, exportação e uma melhoria substancial da situação económica e financeira da história do país. Eles aprovaram um acordo com os detentores de títulos de empréstimos de 1871 a 1872, a autonomia para a Universidade Nacional foi concedida; foi criada a Faculdade de Física e Matemática; foram assinados os tratados Diaz-Leon Gutierrez, com a Bolívia, e Ibarra-Mangabeira, com o Brasil, complementares ao tratado de 1872. A arquidiocese de Assunção foi criada. Eles se estabeleceram em Sajonia, os Estaleiros de Guerra e Marinha; criou a Escola de Oficiais da Reserva Aspirantes; criou uma Escola de Agricultura, e antes do conflito iminente no Chaco foram adquiridas as canhoneiras "Humaitá" e "Paraguai", armamentos, etc. Durante a presidência de seu sucessor José Patricio Guggiari, de 1928 a 1930 e Eligio Ayala reassumiu o cargo de Ministro de Finanças do Paraguai. Ele também foi autor de cerca de 14 livros sobre vários tópicos.

## Trabalhos durante seu governo
- Ele adotou uma lei sobre o estabelecimento, desenvolvimento e conservação de pequenas propriedades agrícolas.
- Ele promulgou uma Lei de Acidentes de Trabalho, além de outras relacionadas a Pensões e Aposentadoria.
- Entre 1924 e 1926 foi importado um número considerável de máquinas como arados, tratores, cultivadores, semeadores, etc.
- O representante financeiro em Londres assinou um acordo com os obrigacionistas sobre os empréstimos feitos pelo Paraguai a partir de 1871.